# Monopolskillepunkt
Monopolskillepunktet er i televerdenen det sted hvor tele-leverandørens (i Danmark typisk TDCs) telefon- eller datalinie ender i en bygning, og hvorfra kundens eget udstyr fører videre.
Tidligere ejede teleselskabet ledningerne i huset og eventuelt også selve telefonen, og man var derfor nødt til at have en telemontør på besøg for at flytte stik eller ændre ledningsføring.
I dag ejer de fleste selv de ledninger der er indendørs samt det udstyr der er tilsluttet hertil. Det giver væsentlig større frihed til at bestille en montør efter eget valg til at udføre ændring, nedtagning eller udbygning af systemet i bygningen. Til gengæld er der så ikke service på denne del af nettet fra teleselskabets side.
Det normale i dag er at ledninger fra jorden føres ind i huset til et krydsfelt. Her ender ledningen i et stik, hvori en montør kan tilslutte det udstyr der ønskes, såsom internetadgang, telefon m.m.